# Fédération des Émirats arabes unis de football

Logo de la Fédération des Émirats arabes unis de football

La Fédération des Émirats arabes unis de football association (United Arab Emirates Football Association (en) UAEFA) est une association regroupant les clubs de football association, beach soccer, et futsal des Émirats arabes unis. Elle est fondée en 1971, est affiliée à la FIFA depuis 1972 et est membre de l'AFC depuis 1974.